# 北浜長屋
北浜長屋（きたはまながや）は、大阪市中央区北浜にある、1912年に建築された二軒長屋である。土蔵造の和洋折衷建築で、2018年に国の登録有形文化財に登録された。

## 歴史
1911年（明治44年）、大阪市電北浜線敷設のため土佐堀通が拡幅された。この時に「軒切り」が行われ、土佐堀川と土佐堀通に挟まれた建物は敷地の提供と建て直しを余儀なくされる。のちに北浜長屋と呼ばれる本建物もこの事業に合わせて建てられ、1912年（明治45年/大正元年）に完成。2件西には同年に北浜レトロビルヂングも竣工している。当時から北浜は金融街として発展した街で、この建物も株式の売買に関連する事業者の社屋であったと推測される。のちに法律事務所が入居した後、長年空き家として放置されていた。2016年、大阪市によるHOPEゾーン事業の補助制度を活用し、髙岡伸一の設計・監理にて再生が行われることとなった。

## 建築
北浜一丁目、難波橋から東に100mほどに位置し、北は土佐堀川、正面となる南側は土佐堀通に面する。通りを挟んで大阪取引所に接する。奥行五間半。間口は各二間半、合わせて五間の二軒長屋で、正面に二つの玄関が並ぶ。正面2階は土蔵造で、4つの観音開きの縦長の窓と、両端に袖卯建が設けられている。外壁は、改修以前は白漆喰であったが竣工時の黒漆喰に復元された。蔵としての用途は持たない、見世蔵と呼ばれる作りであり、主に関東の江戸や川越で好まれた。玄関上部には西洋の古典主義建築に見られるペディメントが取り付けられ、和洋折衷建築の要素を持つ。
2017年の改修後、10月11日より「COME to THE RIVER」と総称する店舗が入居しており、左手がコーヒー専門店「エンバンクメントコーヒー」、右手が「オクシモロン北浜」。オクシモロンは神奈川県鎌倉市の小町通りが発祥のカレー・甘味と雑貨の店で、関西には初出店となる。他に、左手地下にインドの雑貨や衣料を扱う「KALAKARI」、左手2階には2018年1月28日に雑誌『nice things.』がプロデュースする雑貨店「トモダチノ家」が開店したが、KALAKARIは2018年8月に実店舗を閉店しオンラインショップに移行。トモダチノ家は2020年2月に閉店した。
建物内部は川側が和風、道路側は洋風を基調とする。1階には鴨居や床の間の跡が残り、住宅として使われた面影が残る。2階へ続く階段は洋風の作りである。2階の道路側のかつて応接間として使われた部屋の天井は、外国から輸入されたと推測される、型押しの装飾が施された金属パネルの天井板が貼られている。当初は白く塗装されていたが、修復に際しては塗装し直すのではなく、あえて金属の素地をそのまま生かした。1階・2階とも、川に面した開口部は広く取られている。当初は地下1階が川面に接し、土佐堀川から直接出入りできる構造であった。
2018年に国の登録有形文化財に登録され、2023年には「生きた建築ミュージアム・大阪セレクション 第2期」に選定された。